# Московський державний юридичний університет імені О. О. Кутафіна
Московський державний юридичний університет імені О.О. Кутафіна (рос. Московский государственный юридический университет имени О. Е. Кутафина) — державний дослідницький університет, розташований у Москві, Росія. Заснований у 1931 році. Він був перейменований на честь правознавця Олега Кутафіна у 2012 році. Нинішній ректор - Віктор Блажеєв. 

## Історія
Історія університету починається з 1931 року, коли були створені Центральні заочні курси радянського права. Спочатку він розвивався як Всесоюзний заочний юридичний інститут, що забезпечував підготовку фахівців з вищою юридичною освітою. Університет закінчила значна частина російської юридичної еліти.
У грудні 2011 року Московський державний юридичний університет ім. О.О. Кутафіна відзначив своє 80-річчя. Сьогодні це один з найбільших юридичних вишів Росії. У 2020 році журнал Forbes поставив його на 3 місце в рейтингу «Провідні». У 2021 році університет увійшов до Московського міжнародного рейтингу «Три університетські місії»: Категорія «Кращі університети Москви» (топ-33).

## Інститути
Протягом багатьох років Університет наполегливо працював над створенням особливої пропозиції у сфері вищої освіти в регіоні, створивши низку інститутів:
- Інститут права
- Інститут міжнародного права
- Інститут прокуратури
- Юридичний інститут за сумісництвом
- Інститут судових експертиз
- Інститут безперервної освіти
- Інститут додаткової професійної освіти
- Інститут фінансового та банківського права
- Інститут адвокатури
- Інститут енергетичного права
- Інститут господарського права

## Міжнародне співробітництво
Університет ім. О. О. Кутафіна інтегрований у світовий освітній простір, тому розширення міжнародного співробітництва є важливим напрямом загальної політики Університету.
Університет налагодив міжнародні зв'язки із закордонними інститутами та аналітичними центрами країн СНД, Європи та Азії, а також Сполучених Штатів Америки. Укладено угоди про обмін з Боннським, Потсдамським, Лондонським та Уельським університетами.

## Співробітники та студенти
Станом на 2022 рік університет має понад 15 000 студентів, 13 інститутів, 38 кафедр, понад 20 наукових шкіл, 180 000 випускників. 